# Pletholax gracilis
Genre
Espèce
Synonymes
- Pygopus gracilis Cope, 1864

Pletholax gracilis, unique représentant du genre Pletholax, est une espèce de geckos de la famille des Pygopodidae.

## Répartition
Cette espèce est endémique d'Australie-Occidentale en Australie.

## Description
C'est un lézard apode.

## Liste des sous-espèces
Selon The Reptile Database (28 janvier 2014) :
- Pletholax gracilis edelensis Storr, 1978
- Pletholax gracilis gracilis (Cope, 1864)

## Étymologie
Son nom d'espèce, du latin gracilis, « fin », lui a été donné en référence à sa morphologie.

## Taxinomie
Le découvreur de cette espèce est Edward Drinker Cope. Toutefois il est parfois indiqué qu'il s'agit en fait de Hermann Schlegel à la suite d'une note de Cope dans la description du genre.

## Publications originales
- Cope, 1864 : On the Characters of the higher Groups of REPTILIA SQUAMATA — and especially of the DIPLOGLOSSA. Proceedings of the Academy of Natural Sciences of Philadelphia, vol. 1864, p. 224-231 (texte intégral)
- Storr, 1978 : Taxonomic notes on the reptiles of the Shark Bay region, Western Australia. Records of the Western Australian Museum, vol. 6, no 3, p. 303-318 (texte intégral).